# Saffron Henderson
Saffron Henderson (Vancouver, 25 settembre 1965) è una doppiatrice e cantante canadese, figlia di Bill Henderson dei Chilliwack.
Doppiatrice caratterista, ricopre quasi sempre i suoli di giovani donne mature e provocatrici.
In una controversa intervista su Animerica, ha dichiarato di aver interpretato Veronica Quaife in La mosca come controfigura di Geena Davis. Inoltre ha rivendicato come suo il ruolo di J.J. Jarret, rockettara ucciso a colpi di chitarra da Jason Voorhees in Venerdì 13 parte VIII.
Saffron ha inoltre cantato in coro con il cantante dei Free e dei Bad Company, Paul Rodgers nel suo album Electric, del 1999.

## Filmografia
- .hack//Roots - Midori
- Nana - Junko Saotome
- Card Captor Sakura - Vicky
- Black Lagoon - Shenhua
- Death Note - Sachiko Yagami
- Dragon Ball - Goku
- Dragon Ball Z - Gohan
- Galaxy Express 999 - Tetsuro Hoshino
- Hamtaro - Oxnard, Maria
- InuYasha - Sota Higurashi, Eri
- Maison Ikkoku - Kentaro Ichinose
- Mobile Suit Gundam SEED - Aisha
- Mobile Suit Gundam Wing - Lucrezia Noin
- Naruto - Kurenai Yuhi
- Roswell Conspiracies - Nema Perrera
- Street Fighter - Sakura Kasugano
- X-Men: Evolution - Callisto
- Zatch Bell! - Sherry Belmont
- Zoids - Naomi Fluegel
- PPG Z - Superchicche alla riscossa - Brandy
- Barbie Fairytopia - La magia dell'arcobaleno - Lumina